# Селеста (кантон)
Селеста (фр. Canton de Sélestat) — кантон на северо-востоке Франции в регионе Гранд-Эст (бывший Эльзас — Шампань — Арденны — Лотарингия), департамент Нижний Рейн, округ Селеста-Эрстен. После модификации, проведенной в результате административной реформы 18 февраля 2014 года, общее количество коммун в его составе с марта 2015 года увеличилось с 9 до 29-ти.
По закону от 17 мая 2013 и декрету от 18 февраля 2014 года количество кантонов в департаменте Нижний Рейн уменьшилось с 44 до 23. Новое территориальное деление департаментов на кантоны вступило в силу во время выборов 2015 года.
Начиная с выборов в марте 2015 года, советники избираются по смешанной системе (мажоритарной и пропорциональной). Избиратели каждого кантона выбирают Совет департамента (новое название генерального Совета): двух советников разного пола. Этот новый механизм голосования потребовал перераспределения коммун по кантонам, количество которых в департаменте уменьшилось вдвое с округлением итоговой величины вверх до нечётного числа в соответствии с условиями минимального порога, определённого статьёй 4 закона от 17 мая 2013 года. В результате пересмотра общее количество кантонов департамента Нижний Рейн в 2015 году уменьшилось с 44-х до 23-х.
Советники департаментов избираются сроком на 6 лет. Выборы территориальных и генеральных советников проводят по смешанной системе: 80 % мест распределяется по мажоритарной системе и 20 % — по пропорциональной системе на основе списка департаментов. В соответствии с действующей во Франции избирательной системой для победы на выборах кандидату в первом туре необходимо получить абсолютное большинство голосов (то есть больше половины голосов из числа не менее 25 % зарегистрированных избирателей). В случае, когда по результатам первого тура ни один кандидат не набирает абсолютного большинства голосов, проводится второй тур голосования. К участию во втором туре допускаются только те кандидаты, которые в первом туре получили поддержку не менее 12,5 % от зарегистрированных и проголосовавших «за» избирателей. При этом, для победы во втором туре выборов достаточно простого большинства (побеждает кандидат, набравший наибольшее число голосов).

## Консулы кантона
| Период      | Консул                | Должность                        |
| ----------- | --------------------- | -------------------------------- |
| 1945 — 1949 | Albert Bur            |                                  |
| 1949 — 1979 | Albert Ehm            | Мэр коммуны Селеста (1953—1965)  |
| 1979 — 1980 | Georges Klein         |                                  |
| 1980 — 1987 | François Kretz        | Мэр коммуны Селеста (1983—1987)  |
| 1987 — 1996 | Gilbert Estève        | Мэр коммуны Селеста (1989—1996)  |
| 1996 — 1998 | Jean-Jacques Renaudet | Заместитель мэра коммуны Селеста |
| 1998 — 2015 | Marcel Bauer          | Мэр коммуны Селеста с 2001 года  |

После реформы 2015 года консулов избирают парами:
| Консулы кантона после реформы 2015 года: | Консулы кантона после реформы 2015 года: | Консулы кантона после реформы 2015 года: | Консулы кантона после реформы 2015 года:    |
| Период                                   | Пара консулов                            | Статус                                   | Должность                                   |
| ---------------------------------------- | ---------------------------------------- | ---------------------------------------- | ------------------------------------------- |
| 2015 — 2021                              | Marcel Bauer                             | LR                                       | Мэр коммуны Селеста                         |
| 2015 — 2021                              | Catherine Greigert                       | DVD                                      | Первый заместитель мэра коммуны Маркольсайм |

## История
Кантон был основан 15 февраля 1790 года в ходе учреждения департаментов.
Официальная дата создания кантона — 1793 год. С созданием округов 17 февраля 1800 года, кантон с 1801 года переподчинён в качестве составной части округа Селеста.
В составе Германской империи с 1871 по 1919 год не было административного деления на кантоны и округа, а была создана единая имперская провинция Эльзас-Лотарингии без административного деления на города и общины.
С 28 июня 1919 года кантон Селеста является частью округа Селеста.
С 1940 по 1945 год территория была оккупирована гитлеровской Германией.
С 1974 года кантон в составе нового округа Селеста-Эрстен (в результате административной реформы произошло объединение округов Селеста и Эрстен в новый округ Селеста-Эрстен).
В марте 2015 года кантон модифицирован в результате административной реформы в его составе 29 коммун округа Селеста-Эрстен.

## Состав кантона
До 2015 года кантон включал в себя 9 коммун:
| Код INSEE | Коммуна      | Французское название | Почтовый индекс | Площадь, км² | Население (2013) | Плотность, чел/км² |
| --------- | ------------ | -------------------- | --------------- | ------------ | ---------------- | ------------------ |
| 67073     | Шатнуа       | Châtenois            | 67730           | 14,57        | 4028             | 276,5              |
| 67094     | Диффенталь   | Dieffenthal          | 67650           | 1,51         | 255              | 168,9              |
| 67115     | Эберсайм     | Ebersheim            | 67600           | 13,66        | 2299             | 168,3              |
| 67116     | Эберсмюнстер | Ebersmunster         | 67600           | 7,39         | 483              | 65,4               |
| 67239     | Кинцхайм     | Kintzheim            | 67600           | 18,78        | 1593             | 84,8               |
| 67362     | Оршвиллер    | Orschwiller          | 67600           | 6,32         | 633              | 100,2              |
| 67445     | Шервиллер    | Scherwiller          | 67750           | 18,08        | 3134             | 173,3              |
| 67462     | Селеста      | Sélestat             | 67600           | 44,4         | 19332            | 435,4              |
| 67505     | Ла-Вансель   | La Vancelle          | 67730           | 7,88         | 385              | 48,9               |

После административной реформы площадь кантона — 343,48 км², включает в себя 29 коммун округа Селеста-Эрстен: 9 коммун из прежнего состава кантона Селеста (Диффенталь, Кинцхайм, Ла-Вансель, Оршвиллер, Селеста, Шатнуа, Шервиллер, Эберсайм, Эберсмюнстер) и 20 коммун из состава упразднённого кантона Маркольсайм (Артольсайм, Бальденайм, Бендернайм, Бёзенбизен, Боотсайм, Виттисайм, Ильсенайм, Макенайм, Маркольсайм, Мюсиг, Мюттерсольц, Оненайм, Риштольсайм, Сазенайм, Сюндуз, Шёно, Швобсайм, Эдольсайм, Эльзенайм и Эсенайм), суммарная численность населения — 55 369 человек (по данным INSEE, 2013), плотность населения — 161 чел/км².
С марта 2015 года в составе кантона 29 коммун:
| Код INSEE | Коммуна      | Французское название | Почтовый индекс | Площадь, км² | Население (2013) | Плотность, чел/км² |
| --------- | ------------ | -------------------- | --------------- | ------------ | ---------------- | ------------------ |
| 67011     | Артольсайм   | Artolsheim           | 67390           | 11,25        | 954              | 84,8               |
| 67019     | Бальденайм   | Baldenheim           | 67600           | 9,44         | 1142             | 121,0              |
| 67040     | Бендернайм   | Bindernheim          | 67600           | 6,62         | 978              | 147,7              |
| 67053     | Бёзенбизен   | Boesenbiesen         | 67390           | 3,81         | 310              | 81,4               |
| 67056     | Боотсайм     | Bootzheim            | 67390           | 5,91         | 694              | 117,4              |
| 67073     | Шатнуа       | Châtenois            | 67730           | 14,57        | 4028             | 276,5              |
| 67094     | Диффенталь   | Dieffenthal          | 67650           | 1,51         | 255              | 168,9              |
| 67115     | Эберсайм     | Ebersheim            | 67600           | 13,66        | 2299             | 168,3              |
| 67116     | Эберсмюнстер | Ebersmunster         | 67600           | 7,39         | 483              | 65,4               |
| 67121     | Эльзенайм    | Elsenheim            | 67390           | 9,61         | 837              | 87,1               |
| 67187     | Эдольсайм    | Heidolsheim          | 67390           | 5,92         | 468              | 79,1               |
| 67195     | Эсенайм      | Hessenheim           | 67390           | 5,21         | 591              | 113,4              |
| 67196     | Ильсенайм    | Hilsenheim           | 67600           | 19,91        | 2575             | 129,3              |
| 67239     | Кинцхайм     | Kintzheim            | 67600           | 18,78        | 1593             | 84,8               |
| 67277     | Макенайм     | Mackenheim           | 67390           | 11,79        | 747              | 63,4               |
| 67281     | Маркольсайм  | Marckolsheim         | 67290           | 33,36        | 4177             | 125,2              |
| 67310     | Мюсиг        | Mussig               | 67600           | 11,73        | 1165             | 99,3               |
| 67311     | Мюттерсольц  | Muttersholtz         | 67600           | 12,67        | 1983             | 156,5              |
| 67360     | Оненайм      | Ohnenheim            | 67390           | 12,12        | 958              | 79,0               |
| 67362     | Оршвиллер    | Orschwiller          | 67600           | 6,32         | 633              | 100,2              |
| 67398     | Риштольсайм  | Richtolsheim         | 67390           | 3,63         | 348              | 95,9               |
| 67422     | Сазенайм     | Saasenheim           | 67390           | 7,8          | 605              | 77,6               |
| 67445     | Шервиллер    | Scherwiller          | 67750           | 18,08        | 3134             | 173,3              |
| 67453     | Шёно         | Schoenau             | 67390           | 10,37        | 595              | 57,4               |
| 67461     | Швобсайм     | Schwobsheim          | 67390           | 2,58         | 336              | 130,2              |
| 67462     | Селеста      | Sélestat             | 67600           | 44,4         | 19332            | 435,4              |
| 67486     | Сюндуз       | Sundhouse            | 67920           | 15,69        | 1698             | 108,2              |
| 67505     | Ла-Вансель   | La Vancelle          | 67730           | 7,88         | 385              | 48,9               |
| 67547     | Виттисайм    | Wittisheim           | 67820           | 11,47        | 2066             | 180,1              |